# 송남향
송남향(宋南香, 1996년 5월 6일~)은 조선민주주의인민공화국의 다이빙 선수로, 2015년 세계 수영 선수권 대회 여자 싱크로 플랫폼에서 동메달을 획득했다.